# Korlat
Korlat je selo u Zadarskoj županiji. 

## Povijest
Korlatski kraj bio je naseljen još u prapovijesti. Evidentirana su također nalazišta iz rimskog doba. Ovim je krajem prolazila Via Magna kojom su u zadarsko zaleđe stizale sve velike migracije i vojne ekspedicije. Selo Korlat je dobilo ime po Korlatovićima koji su pripadali starohrvatskom rodu Karinjana, koji su ondje imali kastrum. Gradnja utvrde datira iz prijelaza iz 15. u 16. stoljeće. Na području današnjeg sela Korlata bila su smještena srednjovjekovna sela Praskvić i Mokle. Turska osvajanja ovog kraja nestala su mnoga sela ovog kraja. Ubiciranjem niza srednjovjekovnih sela u ovom kraju bavili su se hrvatski znanstvenici kao Miho Barada, Stjepan Gunjača, Mate Klarić, Roman Jelić, Nikola Jakšić, Franjo Smiljanić, Alojz Pavlović, Eduard Pavlović, Ivna Anzulović i drugi. U Domovinskom ratu selo je zajedno s dvije crkve porušeno. Listopada 1991. porušena je župna crkva Crkva Uznesenja Blažene Djevice Marije (Velika Gospa) na mjesnom groblju. Poslije rata crkve su obnovljene. Zbog neplanske poslijeratne gradnje novih grobova bez ikakvih dozvola, iskapanjima bagerom uništeni su stariji grobovi. Za radova na prilanoj cesti 1997. nađena su dva ranohrvatska groba.

## Upravna organizacija
Upravnom organizacijom dijelom je Grada Benkovca.

## Stanovništvo
| broj stanovnika | 371   | 432   | 473   | 463   | 500   | 576   | 580   | 683   | 931   | 1019  | 1118  | 1142  | 1070  | 941   | 373   | 353   | 279   |
|                 | 1857. | 1869. | 1880. | 1890. | 1900. | 1910. | 1921. | 1931. | 1948. | 1953. | 1961. | 1971. | 1981. | 1991. | 2001. | 2011. | 2021. |

## Promet
Nalazi se sjeverno od autoceste kralja Tomislava, autoceste Split-Zagreb.